# 1962–1963-as magyar jégkorongbajnokság
A 26. első osztályú jégkorongbajnokságban hat csapat indult el. A mérkőzéseket 1962. november 17. és 1963. február 20. között a Millenárison, illetve a Kisstadionban rendezték meg.

## OB I. 1962/1963
|    | Csapat       | M  | GY | D | V  | GK     | Pont |
| -- | ------------ | -- | -- | - | -- | ------ | ---- |
| 1. | Vörös Meteor | 15 | 11 | 2 | 2  | 79-28  | 24   |
| 2. | Újpest Dózsa | 15 | 11 | 1 | 3  | 120-39 | 23   |
| 3. | BVSC         | 15 | 10 | 1 | 4  | 59-36  | 21   |
| 4. | Ferencváros  | 15 | 8  | 0 | 7  | 72-53  | 16   |
| 5. | Bp. Építők   | 15 | 3  | 0 | 12 | 45-79  | 6    |
| 6. | Bp. Postás   | 15 | 0  | 0 | 15 | 22-162 | 0    |

## A bajnokság végeredménye
1. Vörös Meteor

2. Újpest Dózsa

3. BVSC

4. Ferencvárosi TC

5. Budapesti Építők

6. Budapesti Postás

## A Vörös Meteor bajnokcsapata
Cerva Csaba, Egri János, Grimm György, Havas Róbert, Kenderesy Balázs, Kun György, Losonczi György, Losonczi Imre, Madarasi Péter, Martinuzzi Béla, Miks Károly, Rozgonyi György, Siba Ferenc, Szántó Lajos, Szlávy István, Tóth Pál, Varga József, Ziegler János, Ziegler Péter